# Obersee (Bodensee)
Als Obersee wird der größere der beiden Seen des Bodensees bezeichnet.

## Geographie
Der Obersee ist 472 km² groß und erstreckt sich über 63 km zwischen Bregenz im Osten und Bodman-Ludwigshafen im Westen. Seine größte Breite beträgt 14 km. Er entwässert über den Seerhein in Konstanz in den Untersee, Hauptzufluss ist der Alpenrhein.
Teile des Obersees sind der Überlinger See, die Bregenzer Bucht, der Konstanzer Trichter und der Kleine See zwischen der Insel Lindau und Aeschach auf dem Festland, wobei landläufig der Überlinger See auch als eigener Seeteil betrachtet wird und daher mit Obersee umgangssprachlich nur der Abschnitt zwischen Bregenz und Konstanz gemeint ist.
Anrainerstaaten sind die Schweiz mit den Kantonen Thurgau und St. Gallen, Österreich mit dem Bundesland Vorarlberg sowie Deutschland mit den Bundesländern Baden-Württemberg und Bayern.
Die Grenzen zwischen den Anrainerstaaten auf dem südöstlichen Hauptteil des Obersees sind nie gemeinsam festgelegt worden (weitere Erläuterungen unter Bodensee), nur der kleinere nordwestliche Überlinger See ist vollständig deutsches Hoheitsgebiet.

## Namensherkunft
Zur Römerzeit wurde der Obersee Lacus Venetus, Lacus Brigantinus und Lacus Constantinus genannt. Im Mittelalter setzte sich die Bezeichnung Lacus Bodamicus (Bodensee) durch. Unter diese Bezeichnung fiel nach und nach auch der Untersee (Lacus Acronius), weswegen der eigentliche Bodensee die Bezeichnung Obersee erhielt.